# Les Nouvelles de l'archéologie
Les Nouvelles de l'archéologie est une revue scientifique trimestrielle, créée en 1979.

## Historique
La revue est créée en 1979, grâce au soutien de Clemens Heller, alors administrateur de la Maison des Sciences de l'Homme à Paris. Jean Chapelot en est le premier rédacteur en chef, suivi par Anick Coudart, elle-même remplacée par Armelle Bonis en 2003, qui assure en 2020 la responsabilité éditoriale avec François Giligny.
La revue souhaite à l'origine offrir un espace de débat de questions scientifiques et de politique scientifique, permettant de rendre visibles les enjeux sur les moyens humains et matériels à consacrer à la recherche et les choix de ses orientations. À partir de 2003, sa politique éditoriale évolue vers des enjeux plus ouvertement scientifiques, avec des publications de dossiers et de numéros thématiques, tout en conservant un intérêt pour la politique de la recherche.